# Stazione di Fredericia
La stazione di Fredericia (in danese Fredericia Banegård) è una stazione ferroviaria a servizio dell'omonima città danese.